# منگلوب
منگلوب (به ژاپنی: 株式会社マングローブ Kabushiki-gaisha Mangurōbu، به انگلیسی: Manglobe Inc.‎) یک استودیو پویانمایی ژاپنی بود که در تاریخ ۷ فوریه ۲۰۰۲ توسط تهیه‌کنندگان سابق شرکت سانرایز، شینیچیرو کوبایاشی و تاکاشی کوچیاما بنیانگذاری شد. اولین اثر بزرگ آن‌ها سری انیمه سامورایی چامپلو در سال ۲۰۰۴ بود.

## آثار
- ارگو پراکسی
- سامورایی چامپلو
- میچیکو و هاچین
- ددمن واندرلند
- گنگستا.
- آهنگر مقدس[۲]